# 比尔·尼德
比尔·尼德（英語：Bill Nieder，1933年8月10日—2022年10月7日），美国男子田径运动员。他曾代表美国参加1956年和1960年夏季奥林匹克运动会田径比赛，共获得一枚金牌和一枚银牌。